# Rezolucje Rady Bezpieczeństwa ONZ z roku 1951
Stałe miejsca w Radzie Bezpieczeństwa ONZ w 1951 posiadały:
- Francja
- Republika Chińska
- Stany Zjednoczone
- Wielka Brytania
- ZSRR

W roku 1951 członkami niestałymi Rady były:
- Brazylia
- Ekwador
- Holandia
- Indie
- Jugosławia
- Turcja

## Rezolucje
Rezolucje Rady Bezpieczeństwa ONZ przyjęte w roku 1951: 
- 90 (w sprawie wojny koreańskiej)
- 91 (w sprawie Indii i Pakistanu)
- 92 (w sprawie Palestyny)
- 93 (w sprawie Palestyny)
- 94 (w sprawie Międzynarodowego Trybunału Sprawiedliwości)
- 95 (w sprawie Palestyny)
- 96 (w sprawie Indii i Pakistanu)